# Dicymolomia metalliferalis
Dicymolomia metalliferalis là một loài bướm đêm trong họ Crambidae.